# En folkefiende

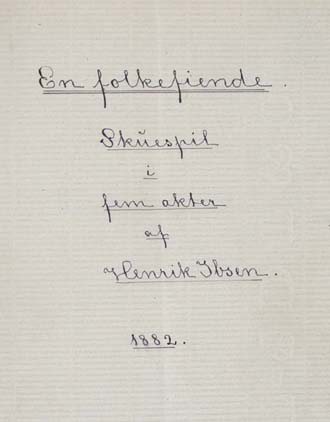
Första sidan till Henrik Ibsens manuskript.

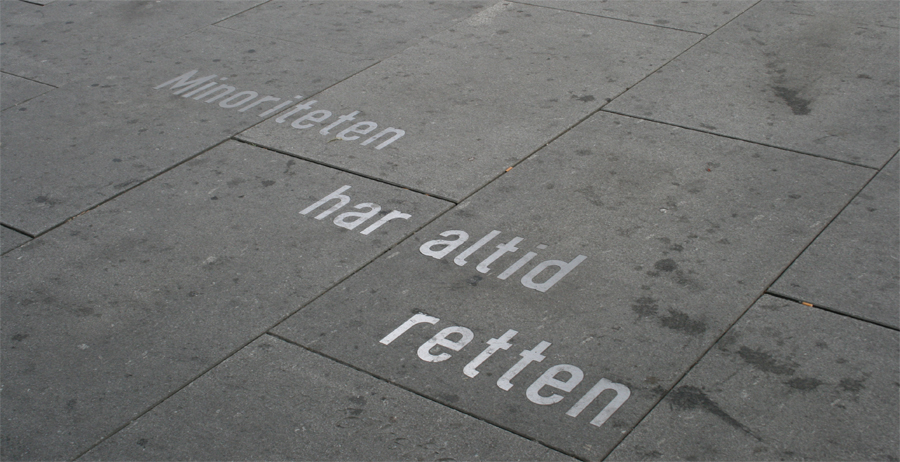
"Minoriteten har alltid retten", ett citat ur En folkefiende, är en del av konstverket Ibsen Sitat på Karl Johans gate i Oslo från 2005–2008.

En folkefiende är ett drama av Henrik Ibsen från 1882. Stycket fick urpremiär på Christiania Theater 13 januari 1883.

## Handling
Badläkaren doktor Stockmann blir en avskydd visselblåsare när han avslöjar ett parasitangrepp i stadens viktigaste inkomstkälla, kurbadet. Han kommer i förbittrad konflikt med både myndigheterna och borgerskapet när han vill slå larm och vidta åtgärder. Han är sanningssägaren, till vars ord "den kompakta majoriteten" vägrar att lyssna. Det utvecklar sig till en strid mellan sanningen och gruppintresset.

## Adaptioner
Pjäsen har filmatiserats flera gånger, bland annat i Indien som Ganashatru (1989) i regi av Satyajit Ray.